# Chicago Marathon 2007

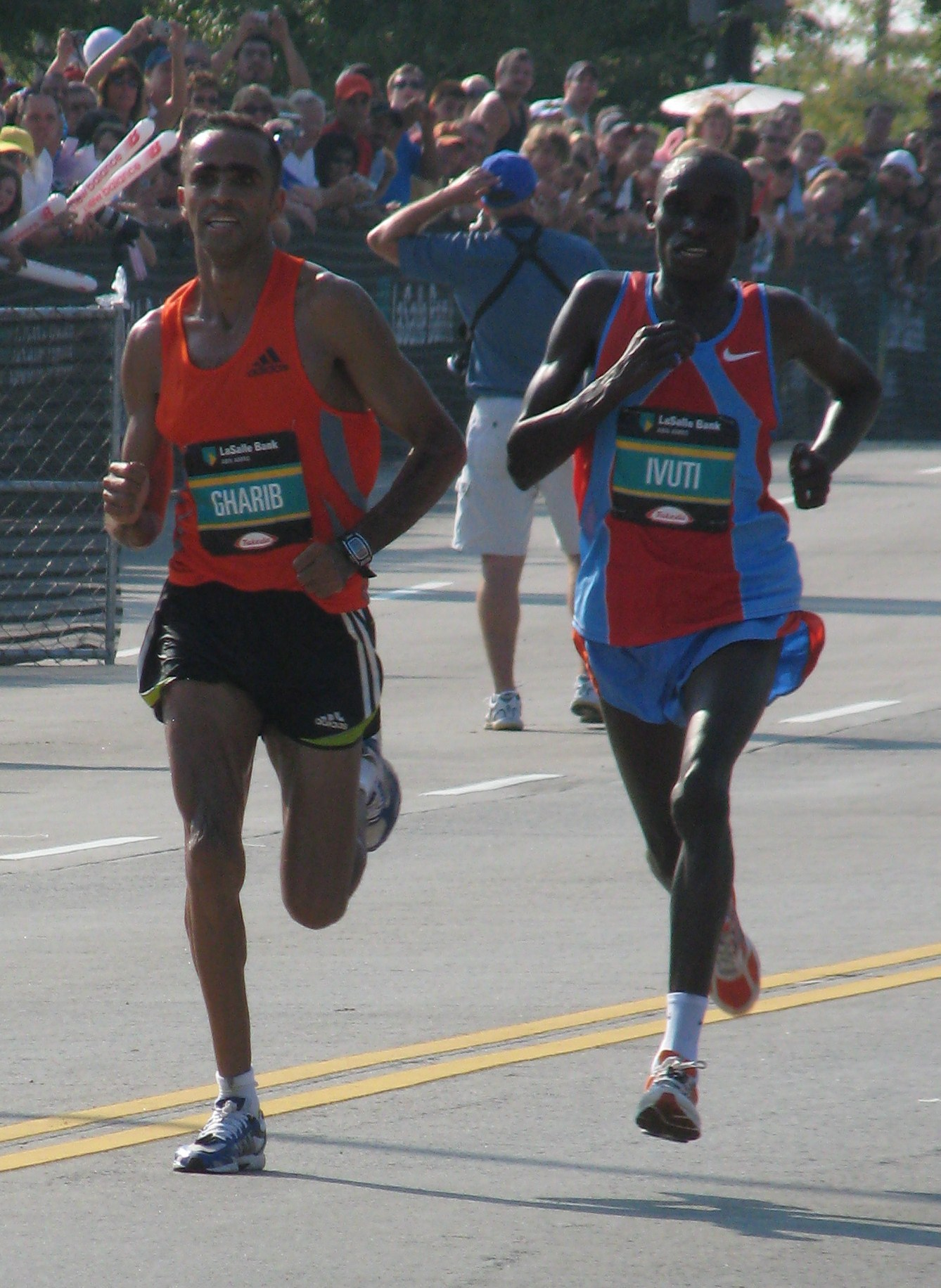
Patrick Ivuti & Jaouad Gharib tijdens de laatste 200 m van de wedstrijd

De Chicago Marathon 2007 vond plaats op zondag 7 oktober 2007. Het was een van de spannendste wegwedstrijden ooit.
Bij de mannen sprintten Patrick Ivuti en Jaouad Gharib tot op de streep om de winst. Bij de vrouwen scheelde het drie seconden tussen Berhane Adere en de debuterende Roemeense Adriana Pirtea.
Veel recreanten mochten de gestaakte wedstrijd niet uitlopen. Toen de temperatuur de dertig graden overschreed, bijna vier uur na de start, besloot de organisatie na overleg met de autoriteiten om iedereen die nog niet halverwege was, te laten afsnijden naar de finish. De overige lopers mochten op het parcours blijven, maar hen werd aanbevolen te gaan wandelen. Eén loper overleed desalniettemin, nadat hij was ineengezakt en naar het ziekenhuis was vervoerd.

## Uitslagen

### Mannen
| rang   | naam                      | land | tijd    |
| ------ | ------------------------- | ---- | ------- |
| Goud   | Patrick Ivuti             | KEN  | 2:11.11 |
| Zilver | Jaouad Gharib             | MAR  | 2:11.11 |
| Brons  | Daniel Njenga             | KEN  | 2:12.45 |
| 4      | Robert Kipkoech Cheruiyot | KEN  | 2:16.13 |
| 5      | Benjamin Maiyo            | KEN  | 2:16.59 |
| 6      | Christopher Cheboiboch    | KEN  | 2:17.17 |
| 7      | Bong-Ju Lee               | KOR  | 2:17.29 |
| 8      | Michael Cox               | USA  | 2:21.42 |
| 9      | Jason Flogel              | USA  | 2:26.34 |
| 10     | Eric Blake                | USA  | 2:26.55 |

### Vrouwen
| rang   | naam              | land | tijd    |
| ------ | ----------------- | ---- | ------- |
| Goud   | Berhane Adere     | ETH  | 2:33.49 |
| Zilver | Adriana Pirtea    | ROU  | 2:33.52 |
| Brons  | Kate O'Neill      | USA  | 2:36.15 |
| 4      | Liz Yelling       | GBR  | 2:37.14 |
| 5      | Benita Johnson    | USA  | 2:38.30 |
| 6      | Nuta Olaru        | ROU  | 2:39.04 |
| 7      | Paige Higgins     | USA  | 2:40.14 |
| 8      | Yolanda Fernandez | COL  | 2:45.23 |
| 9      | Tera Moody        | USA  | 2:46.40 |
| 10     | Kathy Butler      | GBR  | 2:48.21 |

1977 ·
1978 ·
1979 ·
1980 ·
1981 ·
1982 ·
1983 ·
1984 ·
1985 ·
1986 ·
1987 ·
1988 ·
1989 ·
1990 ·
1991 ·
1992 ·
1993 ·
1994 ·
1995 ·
1996 ·
1997 ·
1998 ·
1999 ·
2000 ·
2001 ·
2002 ·
2003 ·
2004 ·
2005 ·
2006 ·
2007 ·
2008 ·
2009 ·
2010 ·
2011 ·
2012 ·
2013 · 
2014 · 
2015 · 
2016 · 
2017 · 
2018 · 
2019 · 
2021 · 
2022 · 
2023